# Tango (dans)
Tango is een partnerdans en sociale dans die is ontstaan in de jaren 1880 langs de Río de la Plata, de natuurlijke regio tussen Argentinië en Uruguay. Het werd geboren in de verarmde havengebieden van deze landen, met tot slaaf gemaakte Afrikaanse bevolkingsgroepen. De tango is het resultaat van een combinatie van Afrikaanse Candombe, Spaans-Cubaanse Habanera en Argentijnse Milonga. De tango werd vaak beoefend in de bordelen en bars van havens, waar ondernemers bands in dienst namen om hun klanten met muziek te vermaken. De tango verspreidde zich vervolgens naar de rest van de wereld. Er bestaan veel variaties op deze dans over de hele wereld.
Op 31 augustus 2009 keurde UNESCO een gezamenlijk voorstel van Argentinië en Uruguay goed om de tango op te nemen in de UNESCO-lijst van immaterieel cultureel erfgoed.

## Stijlen
De tango bestaat uit een verscheidenheid aan stijlen die zich hebben ontwikkeld in verschillende regio's en tijdperken van Argentinië en op andere locaties over de hele wereld.

### Argentijnse tango
De originele Argentijnse tango werd pas in de jaren 1970 populair in Europa. In zo'n 40 steden in Nederland zijn er dansscholen en salons waar de tango geleerd kan worden.

### Ballroomtango
De ballroomtango is een ballroomdiscipline. De dans is afgeleid van de Argentijnse tango, maar de dansen verschillen zowel van karakter als van muziek.
De tango werd na zijn internationale doorbraak in de jaren twintig van de 20e eeuw minder sensueel en meer gestileerd gedanst. Na zijn introductie in meerdere Hollywoodfilms werd hij vooral in Frankrijk zeer populair omstreeks 1920. Zoals bij vele dansen werd hij onder Engelse invloed gestandaardiseerd tot een competitiedans.
Het is een van de vijf ballroom(standaard)dansen. De laatste jaren werd hij echter vooral onder invloed van Italiaanse wereldkampioenen ballroomdansen levendiger, sneller en sensueler en er is een hernieuwde inbreng vanuit de oorspronkelijke Argentijnse tango, terwijl deze laatste dan weer meer evolueert in de richting van de internationale stijl van de latindansen.
De ballroomtango lijkt wel enigszins op de oorspronkelijke Argentijnse tango. In tegenstelling tot de oorspronkelijke tango bezit de muziek een "strikt tempo" van omstreeks 31 tot 33 maten per minuut. Daardoor is de dans wat vlakker en heeft deze een minder sensueel karakter. De strakke, staccato bewegingen, met name de hoofdacties van de dame, zijn kenmerkend voor de ballroomtango. De houding bij de tango is anders dan bij de andere ballroomdansen, omdat de dame haar linkerhand niet op de schouder van de heer heeft liggen, maar om zijn elleboog heen buigt en haar vingers hierbij tegen de ribbenkast van de heer aandrukt. De hand van de heer ligt niet achter aan de linkerschouder van de dame maar iets lager en meer in het midden van de rug. De tango wordt vlak gedanst met lichtgebogen knieën in tegenstelling met de andere standaarddansen waar het rijzen en dalen van het lichaam een grote rol speelt.

## Muziek
De muziek heeft meestal een tweekwarts- of vierkwartsmaat met een tempo van ongeveer 120 à 130 tellen per minuut. De toonsoort is veelal mineur, waarbij de cadenzen harmonisch zijn. De ballroomtango wordt gedanst op muziek in tweekwartsmaat met bijaccenten.
- Biblioteca Nacional de España: XX533925
- Bibliothèque nationale de France: cb120490729 (data)
- Gemeinsame Normdatei: 4184397-6
- Library of Congress Control Number: sh85132273
- Bibliotheek van het Japanse parlement: 00572648
- Nationale Bibliotheek van Tsjechië: ph249633
- Nationale Bibliotheek van Israël: 987007558430305171